# Jack el Destripador (película)
Jack el Destripador (título original en alemán: Jack the Ripper – Eine Frau jagt einen Mörder) es una película alemana de 2016 para la televisión, sobre el asesino en serie nunca identificado Jack el Destripador.
El telefilme para señal abierta fue dirigida por Sebastián Niemann y protagonizada por Sonja Gerhardt, Falk Hentschel, Sabin Tambrea y Vladimir Burlakov. Su estreno fue el 29 de noviembre de 2016 en Sat.1 y recibió críticas en su mayoría buenas.

## Trama
En 1888 la joven alemana Anna Kosminski, viaja a Londres (Reino Unido) para empezar una nueva vida con su familia. Allí se entera de que su madre ha muerto y su hermano, el fotógrafo Aaron Kosminski, fue encerrado en el Asilo Lunático de Colney Hatch y está acusado de ser el brutal Jack el Destripador que asesinó a varias mujeres en el peligroso barrio de Whitechapel. Anna está segura de que su hermano no es un asesino y comienza a investigar por su cuenta, es asaltada en la calle Dorset descubriendo a la más oscura sociedad británica del siglo XIX.
El rastro la lleva al estudio del fotógrafo Samuel Harris, donde vivía y trabajaba su hermano. Anna empieza a vivir en una habitación de la casa y trabajar como su asistente. El comisionado investigador Frederick Abberline y el amigo de Jakob, David Cohen, también ofrecen su ayuda. Pronto, Anna se encuentra en grave peligro y es el objetivo del asesino en serie y no importa lo que haga, Jack el Destripador siempre parece estar un paso adelante.

## Producción
La película fue anunciada en mayo de 2016, con el papel principal para Sonja Gerhardt. La presentadora de Galileo, Funda Vanroy, tiene un papel invitado.
El rodaje se llevó a cabo durante 27 días, entre el 23 de abril y el 28 de junio de 2016, en Vilna: capital de Lituania. Algunas de sus calles sirvieron como telón de fondo para el Londres de la época victoriana.
La película ha sido financiada por Medienboard Berlin-Brandenburg y FilmFernsehFonds Bayern, con un total de 730.000 euros.
El documental Jack the Ripper – What Really Happened siguió a la película. Uno de los principales sospechosos en la investigación del Destripador, Aaron Kosminski, quien le dio su nombre al personaje «Jakob Kosminski»: ni siquiera fue discutido aquí.

## Crítica
Thomas Schultze dijo en Mediabiz.de: «Excepcional thriller de terror histórico que demuestra un nivel de cuidado y dedicación que rara vez se ve en las producciones alemanas».
Timo Nöthling evaluó en Quotenmeter.de: «La película de eventos se pierde en términos de contenido, es visualmente atractiva desde el principio con un alto valor de producción. Está demasiado orientada a su grupo objetivo predominantemente femenino, por lo que la intensidad típica del material se queda en el camino».
Mike Powelz juzgó en el Hörzu: «'Jack The Ripper' tiene todo lo que necesita una película de eventos: una heroína fuerte, material histórico y una historia espeluznantemente buena en la que no sabes quién es el asesino».
TV-Today escribió: «Jugando hábilmente con los contrastes, luces y sombras, espacios abiertos y cerrados, Niemann logra crear una atmósfera sombría que cautiva al espectador en su forma amenazadoramente fría hasta el final».
Allgemeine Zeitung Rhein Main escribió: «El thriller Sat.1 de ritmo rápido y atmosféricamente denso, extrae su tensión del hecho de que prácticamente todos los hombres con los que Anna Kosminski tiene que lidiar en Whitechapel pueden ser siniestros asesinos en serie. También hay momentos bien dosificados de conmoción y giros sorprendentes que mantienen al espectador en vilo.
TVheute.at dijo: «El entorno histórico y las imágenes impresionantes aseguran una emoción sin aliento en esta nueva interpretación de los eventos que rodean al que es, probablemente, el asesino en serie más famoso de la historia: Jack el Destripador.
Teleschau.de escribe: «Es esta mezcla de ficción y precisión histórica lo que hace que la película SAT.1 sea tan atractiva. Porque siempre ha sido la falta de separación entre el hecho y la invención lo que ha mantenido vivo el mito de Jack el Destripador hasta el día de hoy. Por encima de todo, sin embargo, es una película sorprendentemente elaborada.
El observador de televisión Rainer Tittelbach de 'Tittelbach.tv' juzgó la película: «La emoción se atasca demasiado en las convenciones de un producto de horario estelar con afinidad por las mujeres. Tan honorable como es el intento de contar un thriller histórico, la dramaturgia y el viaje de la heroína son igual de estereotípicos. Pero la película Sat-1 también parece inmadura en términos de estética y concepto cinematográfico».